# Copa Unión A de la Asociación de Football de Santiago 1916
La Copa Unión A de la Asociación de Football de Santiago 1916 fue la 14.º edición de la primera categoría de la Asociación de Football de Santiago, competición de fútbol de carácter oficial y amateur de la capital de Chile, correspondiente a la temporada 1916.
Su organización estuvo a cargo de la Asociación de Football de Santiago y contó con la participación de ocho equipos. La competición se disputó bajo el sistema de todos contra todos, en una sola rueda.
El campeón fue Magallanes, que se adjudicó su tercer título de la Asociación de Football de Santiago.

## Clasificación
| Pos. |  | Equipo             | Pts. |
| ---- |  | ------------------ | ---- |
| 1    |  | Magallanes         | 13   |
| 2    |  | Instituto Nacional | 10   |
| 3    |  | Gimnástico         | 9    |
| 4    |  | Liverpool          | 7    |
| 5    |  | Arco Iris          | 6    |
| 6    |  | Benjamín Dávila    | 5    |
| 7    |  | Morning Star       | 2    |
|      |  | Cinco de Abril     | 2    |

| Campeón Magallanes |
| 3.er título        |